# Josip Čulić
Josip Čulić (1879. − 1958.) je bio visoki hrvatski pravosudni dužnosnik i športski dužnosnik iz Splita.

## Životopis
Bio je na glasu kao uvaženi pravnik. Još od 1920. godine u upravi je VK Baluna još od 1920. godine. Od konca 1928. godine predsjednik je kluba. Dužnost je obnašao 12 godina. 
U državnoj upravi došao je do razine državnog sudskog odvjetnika. Političke je veze i poznanstva koristio radi pomoći klubu da bi klub mogao djelovati, sudjelovati na natjecanjima i naposljetku napokon dobiti zimski bazen. To je bilo u vremenima kad se trebalo naći novac i onda kada nije bilo pokrovitelja. Čulić je izborio preko svog prijatelja, ministra za tjelesni odgoj Paštrovića izborio veliki novac, od kojeg su se počele graditi tribine na Zvončacu. U Jadranu je proglašen za doživotnog počasnog predsjednika. 
U državnoj upravi, Čulić je došao do dužnosti vrhovnog državnog tužitelja. 